# Claude Reiter
Claude Reiter (2 juli 1981) is een voormalig voetballer uit Luxemburg. Hij speelde als centrale verdediger gedurende zijn carrière. Reiter beëindigde zijn loopbaan in 2010 bij Etzella Ettelbruck.

## Interlandcarrière
Reiter kwam in totaal 37 keer (één doelpunt) uit voor de nationale ploeg van Luxemburg in de periode 2000-2008. Onder leiding van bondscoach Paul Philipp maakte hij zijn debuut op woensdag 26 april 2000 in de vriendschappelijke thuiswedstrijd tegen Estland (1-1), net als middenvelder René Peters (Standard Luik). Zijn 37ste en laatste interland speelde Reiter op 11 oktober 2008 in Luxemburg tegen Israël (1-3). Zijn eerste en enige interlandtreffer maakte hij op 8 oktober 2005 in het WK-kwalificatieduel tegen Rusland (5-1) in Moskou.